# Rafael Quintero
Rafael Roberto Quintero Diaz (24 luglio 1994) è un tuffatore portoricano.

## Biografia
Ha gareggiato ai campionati mondiali di Kazan' 2015 nel concorso dei tuffi dalla piattaforma 10 metri maschile classificandosi trentunesimo alle spalle del colombiano Víctor Ortega.
Essendosi piazzato tra i primi diciotto atleti classificati nella piattaforma 10 metri nella Coppa del Mondo di tuffi del 2016 ha potuto accedere ai Giochi olimpici di Rio de Janeiro.
Alla Coppa del mondo di tuffi di Tokyo 2021 ha ottenuto la qualificazione ai Giochi olimpici organizzati dal Paese nipponico, grazie al reggiungimento della semifinale della piattaforma 10 metri.

## Palmarès
- Giochi centramericani e caraibici

Veracruz 2014: bronzo nel trampolino 1 m e nella piattaforma 10 m.